# Dysaphis hirsutissima
Dysaphis hirsutissima är en insektsart som först beskrevs av Carl Julius Bernhard Börner 1940.  Dysaphis hirsutissima ingår i släktet Dysaphis och familjen långrörsbladlöss. Enligt den finländska rödlistan är arten sårbar i Finland. Arten är reproducerande i Sverige. Artens livsmiljö är fuktiga gräsmarker, dikesrenar. Inga underarter finns listade i Catalogue of Life.